# FC 니트라
FC 니트라(슬로바키아어: FC Nitra)는 니트라를 연고로 하는 슬로바키아의 축구 팀이다. 이 팀은 1909년에 창립했으며 현재는 슬로바키아 수페르리가에 출전하고 있다.

## 선수 명단

### 현역
참고: FIFA 자격 규정에 따라 소속된 국가대표팀 국기를 표시합니다. 선수는 복수의 FIFA 비회원국 국적을 가지고 있을 수 있습니다.
| 번호 | 포지션 | 국적   | 이름           |
| ---- | ------ | ------ | -------------- |
| 21   | DF     | 세네갈 | 티디안 지비 바 |

| 번호 | 포지션 | 국적 | 이름              |
| ---- | ------ | ---- | ----------------- |
| -    | MF     |      | 파비아노 아우베스 |

## 역대 감독
| 감독                | 임기 |
| ------------------- | ---- |
| 류보미르 루호비     | 불명 |
| 요제프 파트라니     |      |
| 아우구스틴 안탈리크 |      |